# توفالو
توفالو (بالإنجليزية: Tuvalu)‏ (بالتوفالوية: Tuvalu)، والمعروفة سابقًا باسم جزر إليس هي دولة بولينيزية جزرية تقع في المحيط الهادئ في منتصف الطريق بين هاواي وأستراليا. جيرانها هم كيريباس وناورو وساموا وفيجي. تضم أربعة جزر مرجانية وخمسة جزر حلقية. يبلغ عدد سكانها 11,342 نسمة، مما يجعلها ثالث أصغر دولة ذات سيادة من حيث عدد السكان في العالم أمام الفاتيكان وناورو. من حيث مساحة الأرض فإنها لا تتجاوز 25 كيلومترًا مربعًا مما يجعلها رابع أصغرها في العالم، حيث تسبق الفاتيكان 0.44 كم2 وموناكو 1.95 كم2 وناورو 21 كم2.
كانت البولينيزيون أول سكان توفالو، في 1568 أبحر الملاح الإسباني ألفارو دي مندانيا عبر المحيط الهادئ وربما شاهد جزيرة نوي خلال رحلته بحثًا عن تيرا أستراليس. سميت جزيرة فونافوتي في 1819 باسم جزيرة إليس؛ أطلق الاسم إليس على جميع الجزر التسعة وفقًا للملاح الإنجليزي ألكسندر جورج فندلاي (1812-1876). خضعت هذه الجزر تحت دائرة نفوذ بريطانيا في أواخر القرن التاسع عشر، عندما أعلنت جزر إليس محمية بريطانية من قبل القبطان جيبسون قائد سفينة كوراساو بين 9 و 16 أكتوبر 1892. أديرت جزر إليس كمحمية بريطانية من قبل المفوض المقيم بين 1892-1916 كجزء من الأقاليم البريطانية غرب المحيط الهادئ، ولاحقًا كجزء من مستعمرة جزر جيلبرت وإليس (1916-1974).
في عام 1974، صوّت سكان جزر إليس للانفصال عن التبعية البريطانية تحت اسم «توفالو»، وبالتالي الفصل عن جزر جيلبرت التي أصبحت كيريباس بعد الاستقلال. أصبحت توفالو مستقلة تمامًا داخل الكومنولث في 1 أكتوبر 1978. في 5 سبتمبر 2000، أصبحت توفالو العضو 189 في الأمم المتحدة.

## التاريخ
السكان الأوائل لتوفالو كانوا شعب بولينيزيا، وقعت الجزر تحت دائرة نفوذ بريطانيا في أواخر القرن التاسع عشر. جزر إلايس (الاسم السابق لتوفالو) أديرت من قبل بريطانيا كجزء من محمية من 1892 إلى 1916 وكجزء من مستعمرة جلبرت وجزر إلايس من 1916 إلى 1974. في 1974 سكان جزيرة إلايس صوتوا لصالح فصل التبعية البريطانية عن جزر جلبرت التي أصبح كرباتي بعد الاستقلال إلى توفالو وذلك بسبب الاختلافات الاثنية عن باقي سكان المستعمرة البريطانية، وحصلت توفالو على استقلالها بالكامل في 1 أكتوبر 1978 وانضمت عام 2000 في منظمة الأمم المتحدة وإذ تعتبر إحدى أصغر الدول في العالم.

## السياسة والحكومة

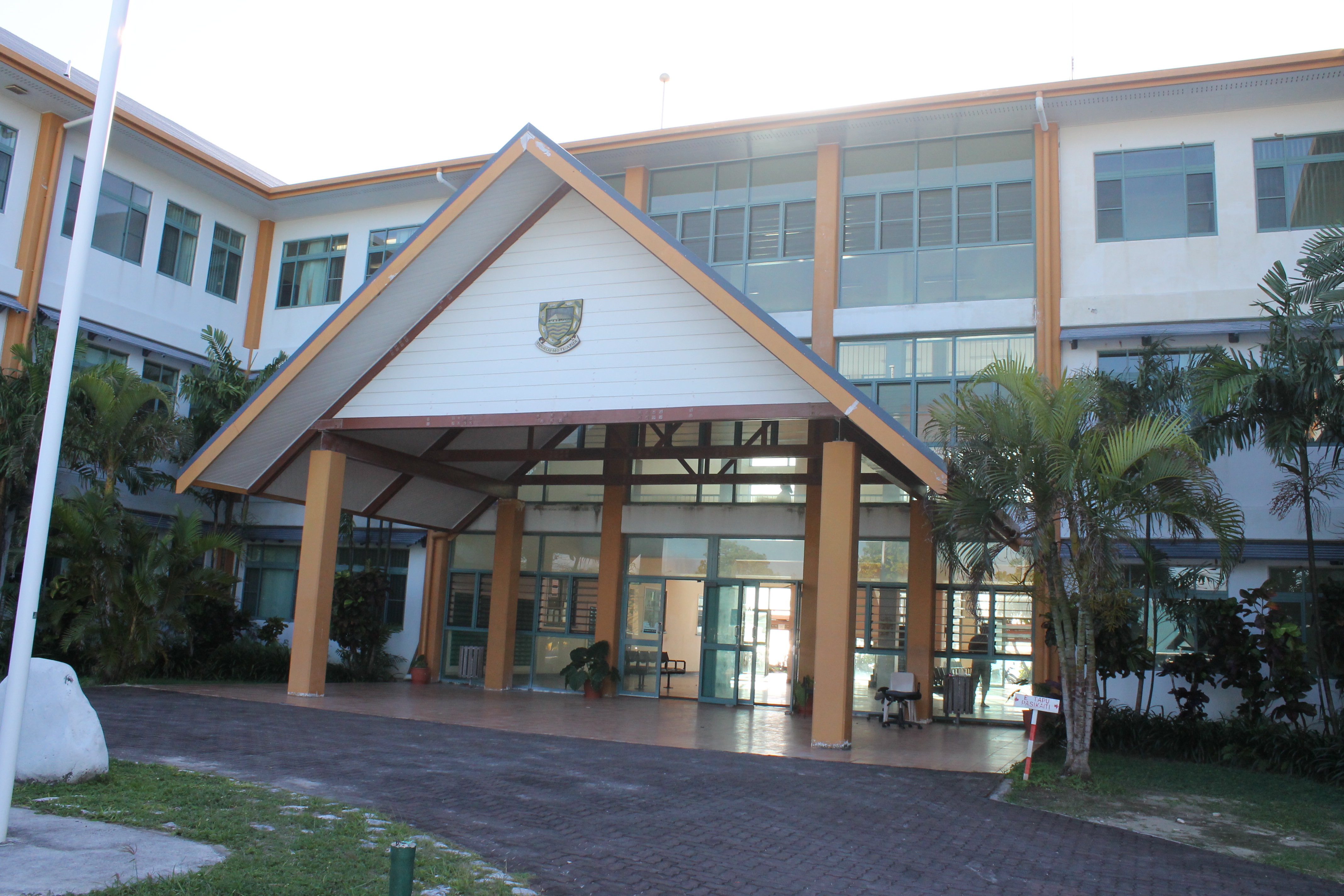
مبنى المكاتب الحكومية

ينص دستور توفالو على أن الدستور هو قانون توفالو الأعلى وأن جميع القوانين الأخرى يجب تفسيرها وتطبيقها وفقًا لهذا الدستور.
توفالو دولة ديمقراطية برلمانية وعضو في عالم كومنولث ويعد تشارلز الثالث ملك توفالو، بما أن الملك يقيم في المملكة المتحدة، فإنه يمثله في توفالو حاكم عام يعينه بناءً على مشورة رئيس وزراء توفالو. أجرى استفتائين في عامي 1986 و 2008 لإلغاء النظام الملكي، ولكن في كلتا الحالتين اختار الناخبون الملكية.
منذ عام 1974 (إنشاء مستعمرة توفالو البريطانية) حتى الاستقلال، أطلق على الهيئة التشريعية في توفالو اسم مجلس النواب. بعد الاستقلال في أكتوبر 1978 تم تغيير اسم مجلس النواب إلى برلمان توفالو.
يتألف البرلمان المكون من مجلس واحد من 16 عضوًا، وتُجرى انتخاباته كل أربع سنوات. يختار أعضاء البرلمان رئيس الوزراء (الذي هو رئيس الحكومة) ورئيس البرلمان. يعين الحاكم العام الوزراء بناءً على مشورة رئيس الوزراء. لا توجد أحزاب سياسية رسمية. تستند الحملات الانتخابية إلى حد كبير على العلاقات الشخصية والأسرية والسمعة.
تحتفظ مكتبة توفالو الوطنية بوثائق حيوية عن التراث الثقافي والاجتماعي والسياسي لتوفالو، بما في ذلك السجلات الباقية من الإدارة الاستعمارية، وكذلك محفوظات حكومة توفالو.
توفالو دولة طرف في معاهدات حقوق الإنسان التالية: اتفاقية حقوق الطفل؛ اتفاقية القضاء على جميع أشكال التمييز ضد المرأة (CEDAW)؛ اتفاقية حقوق الأشخاص ذوي الإعاقة.

### التقسيم الإداري
توفالو من 9 جزر منفصلة. 6 منها جزر حلقية وثلاث منها جزر شعابية، تكون كل منها مقاطعة من مقاطعات الدولة، والجزر الحقلية قد تتكوّن من عدة جزر صغيرة. ويبلغ عدد الجزر الإجمالي 124 جزيرة و جويزرة. وتبقى ثلاث جزر وهي جزر حلقية ذات أطراف مغلقة من اليابسة، وبها بحيرة شاطئية ليس لها إتصال بالبحر قد تصبح يابسة في المستقبل القريب. كل الجزر محاطة بشعاب مرجانية. تنتشر جزر توفالو بين خط العرض 5° إلى 10° جنوباً وخط الطول 176° إلى 180° ، وتقع غرب خط التاريخ الدولي. معنى كلمة توفالو يأتي من اللغة توفالوية وتعني حرفياً «ثمانية واقفين معاً».

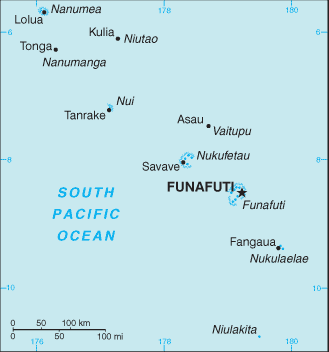
جزر توفالو

الجزر الممثلة في علم توفالو

| الجزر الحلقية   |           |       |      |        |     |    |
| فونافوتي        | فاياكو    | 2.40  | 277  | 6,320  | 30  | 9  |
| جزيرة نانوميا   | نانوميا   | 3.87  | 22   | 512    | 5   | 2  |
| نوي             | تانراك    | 2.83  | 17   | 610    | 21  | 4  |
| نوكوفتاو        | سافافه    | 2.99  | 145  | 597    | 33  | 2  |
| نوكولايلاي      | فانغاوا   | 1.82  | 43   | 300    | 15  | 2  |
| فايتوبو         | أساو      | 5.60  | 10   | 1,061  | 9   | 7  |
| الجزر           |           |       |      |        |     |    |
| نانومانغا       | تونغا     | 3.00  | 3.00 | 491    | 5   | 2  |
| جزيرة نيولاكيتا | نيولاكيتا | 0.40  | 0.40 | 34     | 1   | 1  |
| نيوتاو          | كوليا     | 2.53  | 2.53 | 582    | 4   | 2  |
| توفالو          | فاياكو    | 25.44 | 520  | 10,507 | 124 | 34 |

### الجيش
لا توجد قوات مسلحة نظامية في توفالو، يوجد فيها فقط قوات شرطة.

## الجغرافيا
توفالو هي أرخبيل بركاني وتتكون البلاد من 9 جزر تكون سلسلة تمتد من الشمال الغربي إلى الجنوب الشرقي بطول 260 ميل في جنوب غرب المحيط الهادئ جنوب خط الاستواء وأقرب جيرانها كريباتي من الشمال وفيجي من الجنوب على بعد 650 ميل والجزر كلها منخفضة لا يزيد ارتفاعها عن 15 قدم.

## الاقتصاد
مع أن توفالو أحد أصغر الدول في العالم إلا أنها من أشد الدول فقرًا فمواردها تنحصر في الزراعات المعاشية والصيد البحري وفي مبيعات محدودة جدا من لب النارجيل ولا يستطيع الاستغناء عن المساعدات الدولية التي توفرها الدول الغربية في شكل هبات.

### الإنترنت
في سنة 2000 قام سكان جزيرة بولينيزيا (المعروفون بشعب توفالو) بتأجير عملية استخدام عنوان دوت تي في (tv.) نطاق الإنترنت الخاص بدولة توفالو إلى العديد من شركات التلفزيون في العالم، وذلك في مقابل 50 مليون دولار أمريكي لمدة 12 عام.

## الديموغرافيا

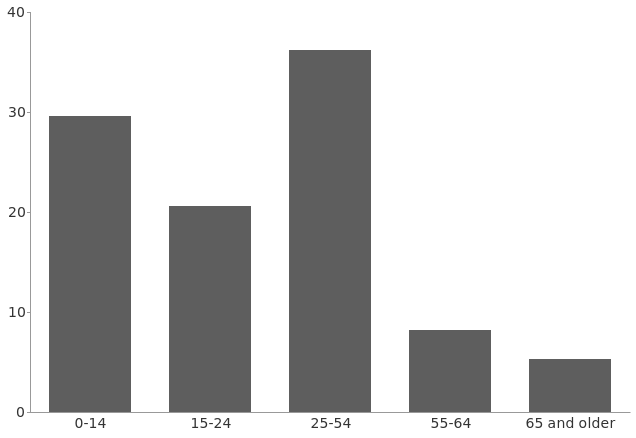
توزيع سكان توفالو حسب الفئة العمرية (2014).

بلغ عدد السكان في تعداد عام 2017 نحو 10645 نسمة،بعدما كان 9,561 نسمة في تعداد 2002. وبلغ في تعداد عام 2017 10,645. ويقدر تعداد 2020 عدد السكان بـ 11,342 وحاليًا 12,258. سكان توفالو هم في الأساس من أصل بولينيزي، مع ما يقرب 5.6٪ منهم من الميكرونيزيون ويتحدثون الكريباتية في نوي. متوسط العمر المتوقع للمرأة في توفالو هو 70.2 سنة و 65.6 سنة للرجال (تقديرات 2018). معدل النمو السكاني للبلاد هو 0.86٪ (تقديرات 2018). يقدر معدل الهجرة الصافي بـ -6.6 مهاجر (تقديرات عام 2018). تهديد الاحتباس الحراري في توفالو ليس دافعًا مهيمنًا بعد للهجرة حيث يبدو أن التوفالو يفضلون الاستمرار في العيش على الجزر لأسباب تتعلق بنمط الحياة والثقافة والهوية.
هاجر عدد من التوفالويين من فايتوبو من عام 1947 إلى عام 1983 إلى جزيرة كيووا في فيجي. مُنح المستوطنون من توفالو الجنسية الفيجية في عام 2005. في السنوات الأخيرة كانت نيوزيلندا وأستراليا الوجهتين الرئيسيتين للهجرة أو العمل الموسمي.
وُجِّه الانتباه إلى استئناف إلى محكمة الهجرة والحماية النيوزيلندية في عام 2014 عدم ترحيل أسرة من توفالو على أساس أنهم لاجئون بسبب تغير المناخ والذين سيعانون من مشقة ناجمة عن التدهور البيئي في توفالو. ولكن فإن منح تصاريح الإقامة للعائلة تم على أسس لا علاقة لها بطلب اللجوء. نجحت الأسرة في استئنافها لأنه بموجب تشريعات الهجرة ذات الصلة ، كانت هناك ظروف استثنائية ذات طبيعة إنسانية تبرر منح تصاريح الإقامة حيث دمجت الأسرة في المجتمع النيوزيلندي. تتطلب الهجرة الدائمة إلى أستراليا ونيوزيلندا الامتثال لتشريعات الهجرة في تلك البلدان.
أُعلن في عام 2001 منح 75 من توفالي تصاريح عمل نيوزيلندية. يجب أن يكون لدى مقدم الطلب الرئيسي يجب أن يكون لديه عرض عمل من صاحب عمل نيوزيلندي. يتمتع التوفالوانيون أيضًا بإمكانية العمالة الموسمية في البستنة وصناعات الكروم في نيوزيلندا بموجب سياسة العمل لأصحاب العمل الموسمي المعترف بها (RSE) التي قدم في عام 2007 والتي تسمح بتوظيف ما يصل إلى 5000 عامل من توفالو وجزر المحيط الهادئ الأخرى. يمكن للتوفالويين المشاركة في برنامج العمل الموسمي في المحيط الهادئ الأسترالي، التي تسمح لسكان جزر المحيط الهادئ بالحصول على عمل موسمي في الزراعة الأسترالية ولا سيما عمليات القطن وقصب السكر صناعة صيد الأسماك وخاصة تربية الأحياء المائية.

### اللغات
اللغة التوفالوية والإنجليزية هما اللغتان الوطنيتان في توفالو. التوفالوية هي من اللغات البولينيزية، وترتبط ارتباطًا وثيقًا بجميع اللغات البولينيزية الأخرى. وهي أكثر ارتباطًا باللغات المستخدمة في الأطراف البولينيزية في ميكرونيزيا وشمال ووسط ميلانيزيا. اقترضت لغة توفالو من لغة ساموا، كنتيجة لكون المبشرين المسيحيين في أواخر القرن التاسع عشر وأوائل القرن العشرين كانوا في الغالب من ساموا.
يتحدث الجميع لغة توفالو تقريبًا في حين يُتحدث بلغة ميكرونيزية شبيهة جدًا بالكيريباتية. اللغة الإنجليزية هي أيضًا لغة رسمية ولكن لا يتحدث بها في المحادثات اليومي. ويجرى وظائف البرلمان والمهام الرسمية باللغة التوفالية.
هناك حوالي 13000 من المتحدثين بالتوفالوية في جميع أنحاء العالم. يبث راديو توفالو باللغة التوفالوية.

### الدين
الكنيسة المسيحية التجمعية التوفالوية هي كنيسة الدولة في توفالو؛ يمنحها ذلك يمنحها من الناحية العملية امتياز أداء خدمات خاصة في الأحداث الوطنية الكبرى. يشكل أتباعها حوالي 97٪ من 10,837 (تعداد 2012) من سكان الأرخبيل. يضمن دستور توفالو حرية الدين، بما في ذلك حرية الممارسة وحرية تغيير الدين والحق في عدم تلقي التعليم الديني في المدرسة أو حضور الاحتفالات الدينية في المدرسة والحق في عدم أداء اليمين.
تشمل المجموعات المسيحية الأخرى المجتمع الكاثوليكي، والسبتيين الذين يبلغ عددهم 2.8٪ من السكان. وفقًا لتقديراتها الخاصة، تضم كنيسة إخوة توفالو حوالي 500 عضو (أي 4.5٪ من السكان).
البهائية هي أكبر ديانة أقلية وأكبر ديانة غير مسيحية في توفالو. يتبعها 2.0٪ من السكان. البهائيون هم الأغلبية في جزيرة نانوميا. تتكون الجماعة الأحمدية من حوالي 50 فردًا (0.4٪ من السكان).
أنهت المسيحية عبادة أرواح الأجداد والآلهة الأخرى (الأرواحية)، وكذلك قوة كهنة الديانات القديمة. بحسب لوموا كوفي فإن طقوس العبادة تختلف من جزيرة إلى أخرى، على الرغم من أن القس دي جي وايتمي وصف عبادة الأسلاف في عام 1870 بأنها ممارسة شائعة.

### الصحة
مستشفى الأميرة مارغريت في فونافوتي هي المستشفى الوحيدة في توفالو والمزودة بالخدمات الطبية الأساسية. يرأسها مستشار الصحة الوطني، دانيال ويلسون.
منذ أواخر القرن العشرين، كانت أكثر المشاكل الصحية في توفالو مرتبطة بالسمنة. حيث أن السبب الرئيسي للوفاة هو أمراض القلب ويتبعها السكري وارتفاع ضغط الدم. نتجت غالبية الوفيات في عام 2016 عن أمراض القلب، وكان السكري وارتفاع ضغط الدم والسمنة وأمراض الأوعية الدموية الدماغية من بين الأسباب الأخرى للوفاة.

### التعليم
التعليم في توفالو مجاني وإلزامي لمن تتراوح أعمارهم بين 6 و 15 عامًا. كل جزيرة بها مدرسة ابتدائية. توجد مدرسة ثانوية في فايتوبوبو. يسكن الطلاب في المدرسة خلال الفصل الدراسي، ويعودون إلى جزرهم الأصلية في كل إجازة مدرسية. توجد كذلك مدرسة فيتوفالو الثانوية التي تديرها كنيسة توفالو الموجودة في فونافوتي.
الحضور المطلوب في المدرسة هو 10 سنوات للذكور و 11 سنة للإناث (2001). معدل معرفة القراءة والكتابة للبالغين يبلغ 99.0٪ (2002). كان هناك 1918 طالبًا في عام 2010 علموا بواسطة 109 معلمًا (98 معتمدين و11 غير معتمدين). تبلغ نسبة المدرسين إلى التلاميذ في المدارس الابتدائية في توفالو حوالي 1:18 لجميع المدارس باستثناء مدرسة نوتي، التي تبلغ النسبة 1:27. مدرسة نوتي في فونافوتي هي أكبر مدرسة ابتدائية في توفالو تضم أكثر من 900 طالب (45 في المائة من إجمالي الملتحقين بالمدارس الابتدائية). نسبة التلاميذ إلى المعلمين في توفالو منخفضة مقارنة بمنطقة المحيط الهادئ بأكملها (نسبة 1:29).
تقدم أربع مؤسسات جامعية دورات تقنية ومهنية: معهد توفالو للتدريب البحري (TMTI)، معهد توفالو أتول للتدريب التكنولوجي للعلوم (TASTII)، تحالف التدريب الأسترالي والمحيط الهادئ (APTC) ومركز إرشاد جامعة جنوب المحيط الهادئ (USP).
يحدد قانون العمل في توفالو لعام 1966 الحد الأدنى لسن العمل بأجر بـ 14 عامًا ويحظر على الأطفال الذين تقل أعمارهم عن 15 عامًا أداء أعمال خطرة.
توصلت مبادرة قياس حقوق الإنسان (HRMI) إلى أن توفالو تحقق 88.0٪ فقط مما ينبغي أن تفي به من أجل الحق في التعليم على أساس مستوى الدخل في البلاد. تحقق الدولة 97.7٪ مما ينبغي أن يكون محققًا على أساس مواردها (الدخل) للتعليم الابتدائي ولكن 78.3٪ فقط للتعليم الثانوي.

## المواصلات
خدمات النقل في توفالو محدودة جدا، فهناك حوالي ثمانية كيلومترات من الطرق. والشوارع المعبدة في فونافوتي تم إضاءتها في منتصف عام 2002، أما الطرق الأخرى فهي غير ممهدة. توفالو من بين عدد قليل من البلدان التي ليس لديها خطوط السكك الحديدية. فونافوتي هو الميناء فقط، وهناك أيضا رصيف في المياه العميقة في الميناء نوكافيتاو Nukufetau.
منذ عام 1999 والأسطول البحري لفانواتو يتكوّن من أربع سفن ذات حمولات ضخمة (ناقلات عملاقة) تتجاوز حمولتها 1000 طن أو أكثر، يبلغ مجموعها 33199 GRT أو 56187 ألف طن متري ساكن. وهذا يشمل اثنين من سفن الشحن وسفينة للشحن ونقل الركاب. كما هنالك عبّارة تتنقل بين جزر توفالو. أما المطار الرئيسي الوحيد فهو مطار فونافوتي الدولي، والذي هو مجرد ممر معبد بالإسفلت لا أكثر.